# Liste der olympischen Medaillengewinner aus Irland
Das Irish Olympic Council (heute Olympic Federation of Ireland) wurde 1922 vom Internationalen Olympischen Komitee aufgenommen.

## Medaillenbilanz
Bislang konnten 40 Sportler aus Irland 42 olympische Medaillen erringen (15 × Gold, 10 × Silber und 17 × Bronze).
| Irland bei den Olympischen Sommerspielen                                           | Irland bei den Olympischen Sommerspielen | Irland bei den Olympischen Sommerspielen | Irland bei den Olympischen Sommerspielen | Irland bei den Olympischen Sommerspielen | Irland bei den Olympischen Sommerspielen |      | Irland bei den Olympischen Winterspielen | Irland bei den Olympischen Winterspielen | Irland bei den Olympischen Winterspielen | Irland bei den Olympischen Winterspielen | Irland bei den Olympischen Winterspielen | Irland bei den Olympischen Winterspielen |
| Jahr                                                                               | Gold                                     | Silber                                   | Bronze                                   | Gesamt                                   | Rang                                     | Jahr | Gold                                     | Silber                                   | Bronze                                   | Gesamt                                   | Rang                                     |                                          |
| 1924                                                                               | 0                                        | 0                                        | 0                                        | 0                                        |                                          |      | 1924                                     | –                                        | –                                        | –                                        | –                                        | –                                        |
| 1928                                                                               | 1                                        | 0                                        | 0                                        | 1                                        | 24                                       |      | 1928                                     | –                                        | –                                        | –                                        | –                                        | –                                        |
| 1932                                                                               | 2                                        | 0                                        | 0                                        | 2                                        | 16                                       |      | 1932                                     | –                                        | –                                        | –                                        | –                                        | –                                        |
| 1948                                                                               | 0                                        | 0                                        | 0                                        | 0                                        |                                          |      | 1948                                     | –                                        | –                                        | –                                        | –                                        | –                                        |
| 1952                                                                               | 0                                        | 1                                        | 0                                        | 1                                        | 34                                       |      | 1952                                     | –                                        | –                                        | –                                        | –                                        | –                                        |
| 1956                                                                               | 1                                        | 1                                        | 3                                        | 5                                        | 21                                       |      | 1956                                     | –                                        | –                                        | –                                        | –                                        | –                                        |
| 1960                                                                               | 0                                        | 0                                        | 0                                        | 0                                        |                                          |      | 1960                                     | –                                        | –                                        | –                                        | –                                        | –                                        |
| 1964                                                                               | 0                                        | 0                                        | 1                                        | 1                                        |                                          |      | 1964                                     | –                                        | –                                        | –                                        | –                                        | –                                        |
| 1968                                                                               | 0                                        | 0                                        | 0                                        | 0                                        |                                          |      | 1968                                     | –                                        | –                                        | –                                        | –                                        | –                                        |
| 1972                                                                               | 0                                        | 0                                        | 0                                        | 0                                        |                                          |      | 1972                                     | –                                        | –                                        | –                                        | –                                        | –                                        |
| 1976                                                                               | 0                                        | 0                                        | 0                                        | 0                                        |                                          |      | 1976                                     | –                                        | –                                        | –                                        | –                                        | –                                        |
| 1980                                                                               | 0                                        | 1                                        | 1                                        | 2                                        | 31                                       |      | 1980                                     | –                                        | –                                        | –                                        | –                                        | –                                        |
| 1984                                                                               | 0                                        | 1                                        | 0                                        | 1                                        | 33                                       |      | 1984                                     | –                                        | –                                        | –                                        | –                                        | –                                        |
| 1988                                                                               | 0                                        | 0                                        | 0                                        | 0                                        |                                          |      | 1988                                     | –                                        | –                                        | –                                        | –                                        | –                                        |
| 1992                                                                               | 1                                        | 1                                        | 0                                        | 2                                        | 32                                       |      | 1992                                     | 0                                        | 0                                        | 0                                        | 0                                        |                                          |
| 1996                                                                               | 3                                        | 0                                        | 1                                        | 4                                        | 28                                       |      | 1994                                     | –                                        | –                                        | –                                        | –                                        | –                                        |
| 2000                                                                               | 0                                        | 1                                        | 0                                        | 1                                        | 64                                       |      | 1998                                     | 0                                        | 0                                        | 0                                        | 0                                        |                                          |
| 2004                                                                               | 0                                        | 0                                        | 0                                        | 0                                        |                                          |      | 2002                                     | 0                                        | 0                                        | 0                                        | 0                                        |                                          |
| 2008                                                                               | 0                                        | 1                                        | 2                                        | 3                                        | 62                                       |      | 2006                                     | 0                                        | 0                                        | 0                                        | 0                                        |                                          |
| 2012                                                                               | 1                                        | 1                                        | 4                                        | 6                                        | 41                                       |      | 2010                                     | 0                                        | 0                                        | 0                                        | 0                                        |                                          |
| 2016                                                                               | 0                                        | 2                                        | 0                                        | 2                                        | 63                                       |      | 2014                                     | 0                                        | 0                                        | 0                                        | 0                                        |                                          |
| 2020                                                                               | 2                                        | 0                                        | 2                                        | 4                                        | 39                                       |      | 2018                                     | 0                                        | 0                                        | 0                                        | 0                                        |                                          |
| 2024                                                                               | 4                                        | 0                                        | 3                                        | 7                                        | 19                                       |      | 2022                                     | 0                                        | 0                                        | 0                                        | 0                                        |                                          |
| Gesamt                                                                             | 15                                       | 10                                       | 17                                       | 42                                       |                                          |      | Gesamt                                   | 0                                        | 0                                        | 0                                        | 0                                        |                                          |
| \| \| Gold \| Silber \| Bronze \| Gesamt \| \| Ges. S+W \| 15 \| 10 \| 17 \| 42 \| |                                          |                                          |                                          |                                          |                                          |      |                                          |                                          |                                          |                                          |                                          |                                          |
|                                                                                    | Gold                                     | Silber                                   | Bronze                                   | Gesamt                                   |                                          |      |                                          |                                          |                                          |                                          |                                          |                                          |
| Ges. S+W                                                                           | 15                                       | 10                                       | 17                                       | 42                                       |                                          |      |                                          |                                          |                                          |                                          |                                          |                                          |

## Medaillengewinner
- Paddy Barnes – Boxen (0-0-2)
Peking 2008: Bronze, Halbfliegengewicht (- 48 kg)
London 2012: Bronze, Halbfliegengewicht (- 48 kg)
- Anthony Byrne – Boxen (0-0-1)
Melbourne 1956: Bronze, Leichtgewicht (- 60 kg)
- Johnny Caldwell – Boxen (0-0-1)
Melbourne 1956: Bronze, Fliegengewicht (- 51 kg)
- Michael Carruth – Boxen (1-0-0)
Barcelona 1992: Gold, Weltergewicht (- 67 kg)
- Michael Conlon – Boxen (0-0-1)
London 2012: Bronze, Fliegengewicht (- 52 kg)
- Ron Delany – Leichtathletik (1-0-0)
Melbourne 1956: Gold, 1500 Meter, Herren
- Philip Doyle – Rudern (0-0-1)
Paris 2024: Bronze, Doppelzweier, Männer
- Kenneth Egan – Boxen (0-1-0)
Peking 2008: Silber,  Halbschwergewicht (- 81 kg)
- Frederick Gilroy – Boxen (0-0-1)
Melbourne 1956: Bronze, Bantamgewicht (- 54 kg)
- Kellie Harrington – Boxen (2-0-0)
Tokio 2020: Gold, Leichtgewicht (- 60 kg), Frauen
Paris 2024: Gold, Leichtgewicht (- 60 kg), Frauen
- Robert Heffernan – Leichtathletik (0-0-1)
London 2012: Bronze, 50 km Gehen, Herren
- Emily Hegarty – Rudern (0-0-1)
Tokio 2020: Bronze, Vierer ohne Steuerfrau
- Aifric Keogh – Rudern (0-0-1)
Tokio 2020: Bronze, Vierer ohne Steuerfrau
- Eimear Lambe – Rudern (0-0-1)
Tokio 2020: Bronze, Vierer ohne Steuerfrau
- Daire Lynch – Rudern (0-0-1)
Paris 2024: Bronze, Doppelzweier, Männer
- Fintan McCarthy – Rudern (2-0-0)
Tokio 2020: Gold, Doppelzweier Leichtgewicht, Männer
Paris 2024: Gold, Doppelzweier Leichtgewicht, Männer
- James McCourt – Boxen (0-0-1)
Tokio 1964: Leichtgewicht (- 60 kg)
- Rhys McClenaghan – Turnen (1-0-0)
Paris 2024: Gold, Pauschenpferd, Männer
- Wayne McCullough – Boxen (0-1-0)
Barcelona 1992: Silber, Bantamgewicht (- 54 kg)
- John McNally – Boxen (0-1-0)
Helsinki 1952: Silber, Bantamgewicht (- 54 kg)
- Mona McSharry – Schwimmen (0-0-1)
Paris 2024: Bronze, 100 Meter Brust, Frauen
- Annalise Murphy – Segeln (0-1-0)
Rio de Janeiro 2016: Silber, Laser Radial, Frauen
- Fiona Murtagh – Rudern (0-0-1)
Tokio 2020: Bronze, Vierer ohne Steuerfrau
- John Joe Nevin – Boxen (0-1-0)
London 2012: Silber, Bantamgewicht (- 56 kg)
- Pat O’Callaghan – Leichtathletik (2-0-0)
Amsterdam 1928: Gold, Hammerwurf, Herren
Los Angeles 1932: Gold, Hammerwurf, Herren
- Cian O’Connor – Reiten (0-0-1)
London 2012: Bronze, Springreiten Einzel
- Gary O’Donovan – Rudern (0-1-0)
Rio de Janeiro 2016: Silber, Doppelzweier Leichtgewicht, Männer
- Paul O’Donovan – Rudern (2-1-0)
Rio de Janeiro 2016: Silber, Doppelzweier Leichtgewicht, Männer
Tokio 2020: Gold, Doppelzweier Leichtgewicht, Männer
Paris 2024: Gold, Doppelzweier Leichtgewicht, Männer
- Sonia O’Sullivan – Leichtathletik (0-1-0)
Sydney 2000: Silber, 5000-Meter-Lauf, Frauen
- Hugh Russell – Boxen (0-0-1)
Tokio 1964: Bronze, Fliegengewicht (- 51 kg)
- Michelle Smith – Schwimmen (3-0-1)
Atlanta 1996: Gold, 200 Meter Lagen, Damen
Atlanta 1996: Gold, 400 Meter Freistil, Damen
Atlanta 1996: Gold, 400 Meter Lagen, Damen
Atlanta 1996: Bronze, 200 Meter Schmetterling, Damen
- Darren Sutherland – Boxen (0-0-1)
Peking 2008: Bronze, Mittelgewicht (- 75 kg)
- Katie Taylor – Boxen (1-0-0)
London 2012: Gold, Leichtgewicht (57 – 60 kg), Frauen
- Frederick Tiedt – Boxen (0-1-0)
Melbourne 1956: Silber, Weltergewicht (- 67 kg)
- Bob Tisdall – Leichtathletik (1-0-0)
Los Angeles 1932: Gold, 400 Meter Hürden, Herren
- John Treacy – Leichtathletik (0-1-0)
Los Angeles 1984: Silber, Marathon, Herren
- Aidan Walsh – Boxen (0-0-1)
Tokio 2020: Bronze, Weltergewicht (- 69 kg), Männer
- Daniel Wiffen – Schwimmen (1-0-1)
Paris 2024: Gold, 800 Meter Freistil, Männer
Paris 2024: Bronze, 1500 Meter Freistil, Männer
- David Wilkins – Segeln (0-1-0)
Moskau 1980: Silber, Flying Dutchman
- James Wilkinson – Segeln (0-1-0)
Moskau 1980: Silber, Flying Dutchman